# Corea prehistòrica

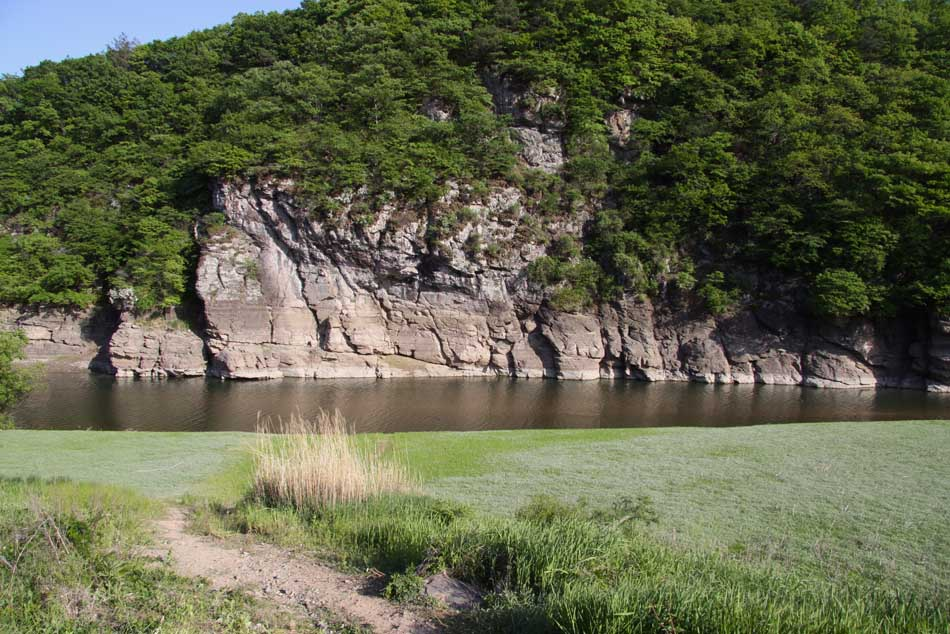
Vista general del lloc de Bangudae (entre 7000 i 3500 ae)

La Corea prehistòrica és l'era de l'existència humana a la península de Corea en la qual no hi ha registres escrits. No obstant això, constitueix el major segment del passat coreà i és el principal objecte d'estudi de les disciplines d'arqueologia, geologia i paleontologia.
Del Paleolític, els primers descobriments daten de 1964, a l'indret de Sookjang-ni pel professor Pokee Sohn, de la Universitat Yonsei. El paleolític antic està representat per les eines de pedra tallada que daten de fa entre 700.000 i 300.000 anys. Entre aquestes eines hi ha pedres rodones enigmàtiques, semblants a les boles actuals. D'altra banda, els fòssils corresponents són gairebé inexistents. El testimoni d'aquest tipus humà, l'homínid més antic de Corea, podria ser un Homo erectus datat, amb algunes reserves, en uns 300.000 anys. La presència d'Homo sapiens està avalada per un nombre més gran d'índexs, però les dates n'han de ser revisades. L'última glaciació, en el Paleolític recent, va generar profunds canvis en les poblacions d'animals i plantes.
Al començament de l'holocè i sota un clima més temperat, la primera ceràmica va aparèixer al voltant de l'any 10000 ae en poblacions que practicaven la recol·lecció, la pesca i la caça, sovint prop de costes i rius. Aquests mitjans de vida persisteixen durant mil·lennis mentre l'hàbitat es dispersa, aparentment en funció d'una forma de resistència al sorgiment de qualsevol poder. Aquests pobles neolítics són formats per grups molt petits, amb una mitjana de cinc a vint habitatges semienterrats. Els cultius, especialment el mill, són encara una petita contribució a la supervivència. Les incisions de pedra més antigues semblen evocar pescadors que practiquen la caça de balenes amb vaixell. El famós lloc de Bangudae evoca tota una gamma d'escenes de caça i pesca amb molts tipus d'animals, en un conjunt monumental de gravats prop d'un riu i no gaire lluny de la mar. A partir d'aquest període, que va fins al voltant del 1500 ae, la ceràmica es renova constantment. La que té una decoració de «pinta» s'estén durant el Neolític mitjà en gairebé tota la península i després desapareix.
El conreu d'arròs es va desenvolupar en l'edat del bronze (1500-300 ae); es va establir en una societat jeràrquica. El bronze en forma d'eines o armes va ser d'ús limitat. Les armes de bronze s'han trobat a les tombes com a objectes de prestigi; de vegades en forma de substituts, realitzades de pedra i ferro, es van utilitzar d'alguna manera en les noves pràctiques agrícoles. Els gravats rupestres es continuen realitzant i és el moment del dòlmen a Corea. En aquest nou context, les tribus de Corea es constitueixen en confederacions, i hi apareixen els primers regnes. En la següent època, coneguda com els Tres Regnes de Corea, del segle I ae al s. VII, Corea va entrar en la història amb influència xinesa, i es manifestà tant políticament com en termes d'idees: confucianisme i budisme es va imposar en les elits abans d'assolir tota la societat.

## Prehistòria geològica
La prehistòria geològica és la part més antiga del passat de Corea. Les roques més antigues de Corea daten del Precambrià. El sistema Yeoncheon correspon al Precambrià: es distribueix per Seül i s'estén fins a Yeoncheon-gun en direcció nord-est. Es divideix en dues parts: superior i inferior, i es compon d'esquistosoma de quars-biotita, marbre, silicat de llima, quarsita, esquist de grafit, esquist de mica, quars-feldespat, esquist de mica, quarsita, gneis de augen —amb grans grossos— i granit amb gneis granat. La península de Corea va tenir una prehistòria geològica activa durant el mesozoic, quan es van formar moltes cadenes muntanyenques, i lentament es va tornar més estable en el Cenozoic. Les principals formacions mesozoiques inclouen el Gyeongsang Supergroup, una sèrie d'episodis geològics en els quals granits de biotita, lutita, gres, conglomerats d'andesita, basalt, riolita i tova, es van col·locar sobre la major part de l'actual província de Gyeongsang-do. A diferència d'Europa, però també d'Àfrica i Índia, que estaven més poblades per humans, Corea, en l'altre extrem del continent euroasiàtic, va utilitzar molt la pedra, d'una manera sorprenentment estable durant períodes molt llargs.

## Periodització
La historiografia usa el sistema de les tres edats per a classificar la prehistòria coreana. Aquest sistema es va aplicar durant el període de colonització japonés postimperial com una forma de refutar les afirmacions dels arqueòlegs colonials, japonesos imperials, que insistien que, a diferència del Japó, Corea no tenia «edat de bronze».
- Període de la ceràmica Chulmun o Jeulmun ("neolític") 8000-1500 ae:
- fase 1: 8000-6000 ae[4]
- fase 2: 6000-3500 ae[5]
- fase 3: 3500-2000 ae[6]
- fase 4: 2000-1500 / 1000 a. de C.[7]
- Període de la ceràmica Mumun (edat de bronze) 1500 / 1000-300 ae[8][9][10]
- Període de Samhan / Proto-Tres Regnes (edat de ferro) 100 ae a 300 de

Hi ha alguns problemes amb el sistema de les tres edats aplicat a la situació de Corea. Aquesta terminologia es va crear per descriure la prehistòria d'Europa, on el sedentarisme, la ceràmica i l'agricultura s'uneixen per caracteritzar l'etapa neolítica. L'esquema de periodització utilitzat pels arqueòlegs coreans proposa que el Neolític va començar el 8000 ae i va durar fins al 1500 ae, tot i que els estudis paleoetnobotànics indiquen que el primer cultiu no va començar fins al voltant de l'any 3500 ae. El període de 8000 a 3500 ae correspon a l'etapa cultural Mesolítica, dominada per la caça i la recol·lecció de recursos tant terrestres com marins.
Els arqueòlegs coreans, tradicionalment —fins a la dècada de 1990— van utilitzar la data de 1500 o 1000 ae com el començament de l'edat del bronze, malgrat que la tecnologia del bronze no es va adoptar en la part sud de la península fins al voltant del 700 ae, i el registre arqueològic indica que els objectes de bronze no es van usar en grans quantitats fins al 400 ae. Això deixa Corea amb una edat de bronze adequada, encara que relativament curta, ja que la metal·lúrgia de bronze va començar a ser reemplaçada per la ferrosa poc després d'haver-se estés.
Alguns prehistoriadors coreans i xinesos no utilitzen períodes d'ús en Occident —paleolític inferior, mitjà i superior— sinó únicament dos: paleolític antic i recent. D'altra banda, una diferència notable entre Europa i Corea és que, a Corea, el Paleolític antic sembla durar fins a l'arribada d'Homo sapiens, que inaugura el Paleolític superior, mentre que Europa distingeix el Paleolític mitjà relacionat amb l'humà de Neanderthal. És difícil traçar límits entre el Paleolític inferior, mitjà i superior coreans a causa del llarg ús de la pedra; la distinció entre el Paleolític primerenc i el tardà és la que utilitzen sovint els paleontòlegs coreans, igual que alguns dels historiadors prehistòrics de la Xina.

## Paleolític inferior, mitjà i superior
El paleolític a Corea, entre 700000 ae i 10000 ae, correspon al plistocè mitjà (781000 - 126000 ae) i al plistocè tardà —aproximadament 126000 ae-11700 ae, la primera part del Plistocè i la primera del període quaternari. Cap lloc no sembla estar datat abans de la inversió magnètica de Brunhes-Matuyama, és a dir, abans de 780000 ae.
Aquest període va tenir variacions climàtiques molt fortes, que transformen la composició de la fauna i la flora. Pel que fa a la fauna, al començament del Paleolític inferior (plistocè), els grans mamífers es mantenen fins al final del Paleolític: el tigre de dents de sabre —que desapareix al 10000 ae—, el rinoceront llanut —que desapareix al 12000 ae— i el bisó estepari —desapareix al 10.000 ae.
La indústria lítica es pot datar en el seu context estratigràfic i per la més antiga evidència paleoambiental de la presència humana, la d'Homo erectus, es remunta almenys al 500000 ae, amb una producció de bifaços, sobre els 700000 ae. Aquestes s'elaboren amb còdols, de gran talla, com a Àfrica i l'Índia, a diferència d'Europa, que realitza talles més fines i amb retocs. Els antics humans del Paleolític de Corea van produir pedres amb forma de políedre, acuradament arredonides després amb martell. El resultat: un esferoide amb la perfecció d'una bola. La utilització que se'n consisteix en una arma de dues boles unides per un sistema de cordes, realitzada per capturar animals: es llaçava a les potes de la presa, i la paralitzava a l'instant. Aquestes boles de pedra eren molt comunes a Corea i existien també en la prehistòria de la Xina, a diferència d'Europa, on eren molt escasses. El nom de «boles» va ser donat pels prehistoriadors a les esferes de pedra en la seua major part paleolítiques, per analogia al llaç amb boles sud-americà.

### Paleolític inferior (700000 ae-100000 ae)

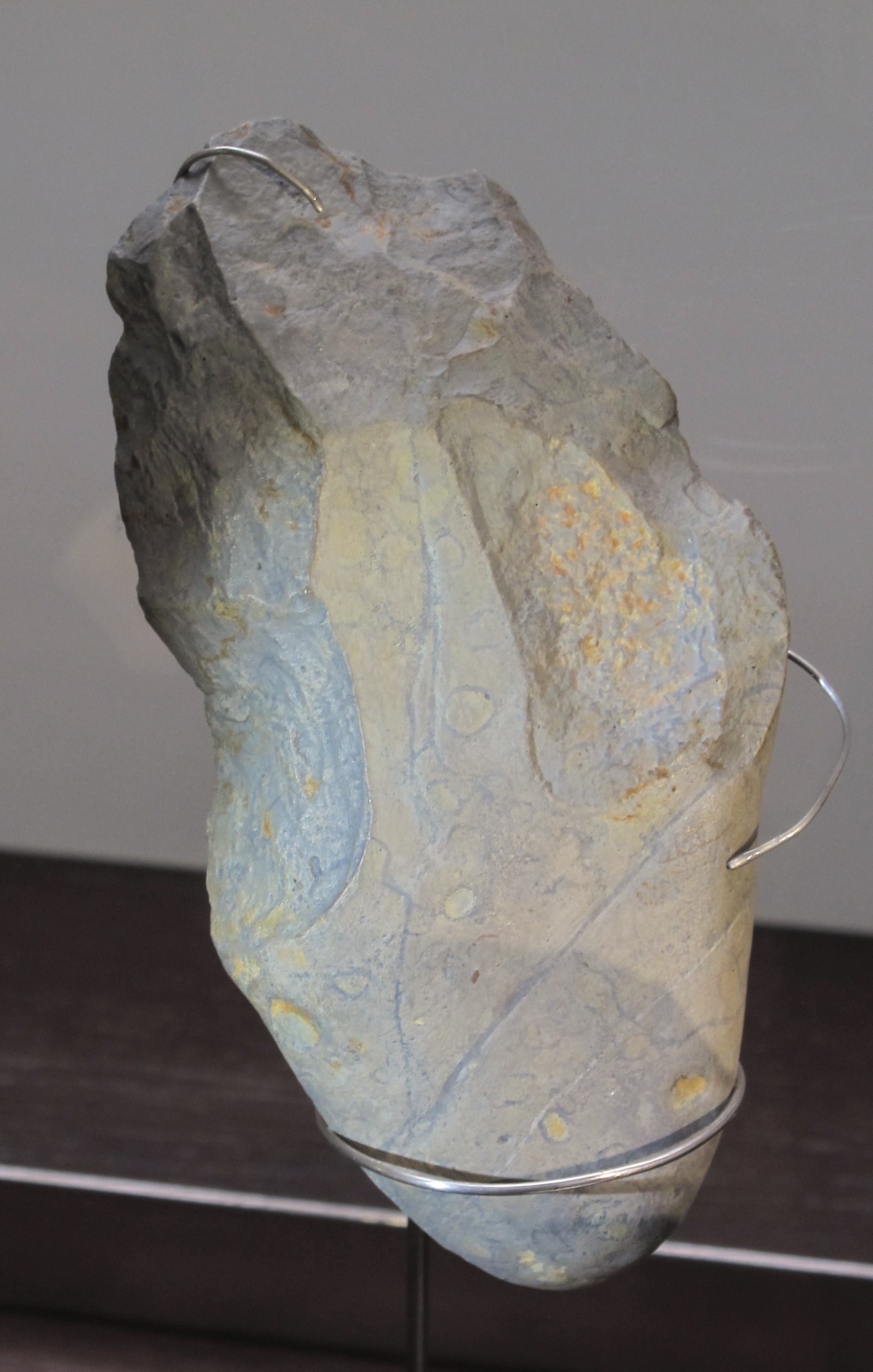
Bifaç del Paleolític inferior. Jaciment de Seokjangni, Corea

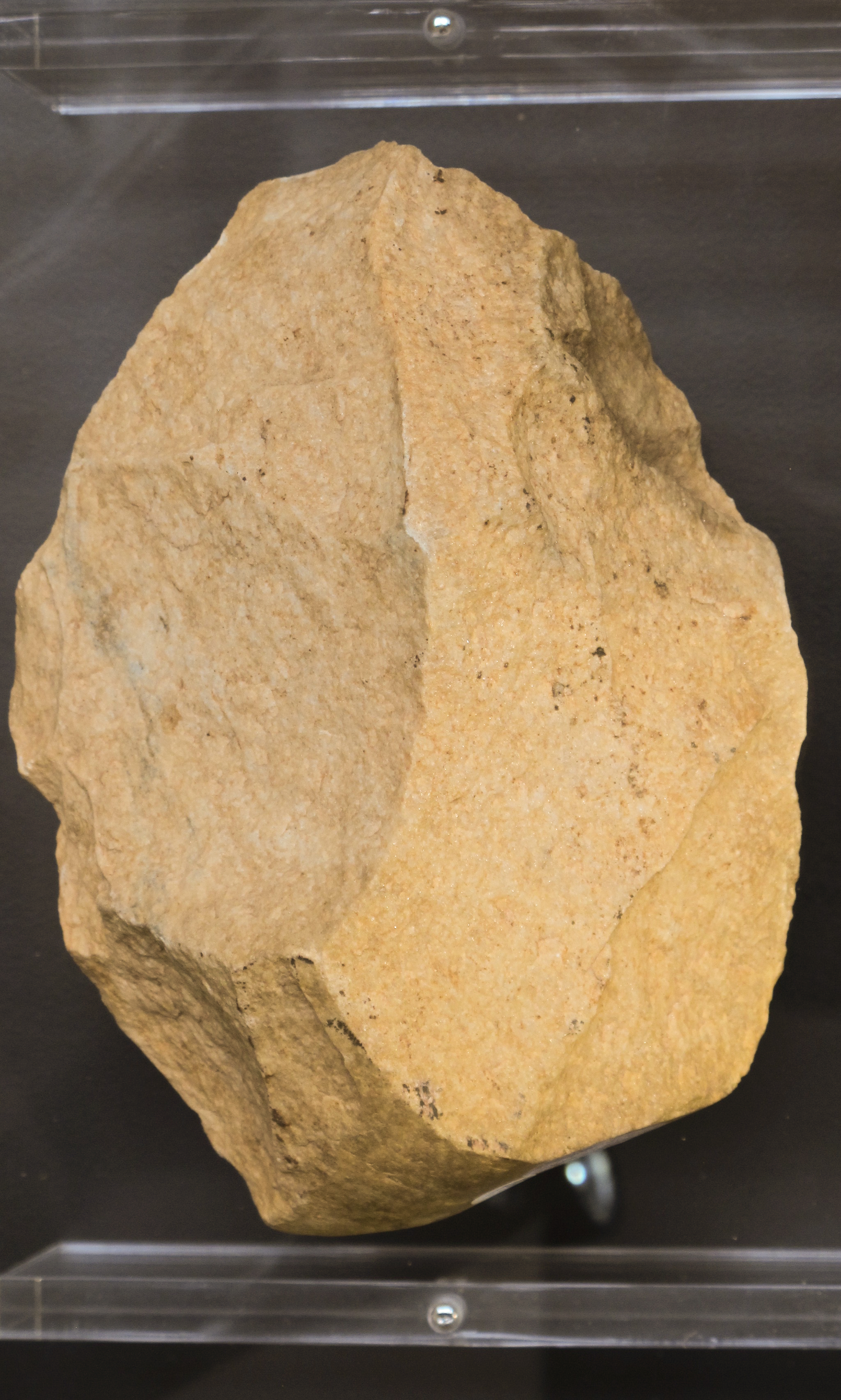
Bifaç del Paleolític inferior. Conca del riu Imjin-Hantan de Corea. Col·lecció de la Universitat Yonsei de Corea

Les primeres eines paleolítiques de Corea del Sud es van descobrir a la cova de Geum-gul. Sense certesa absoluta, s'ha datat d'entre els 700000 i els 500000 ae. L'aplicació d'un nou mètode de datació, anomenat nuclidocosmogen 26 Al/10 Be, va permetre que se'n pogués donar una edat màxima de 600000 ae per al lloc de Wondang-Jangnamgyo. Al jaciment exterior Mansu-ri, les troballes més antigues datades per aquest mètode són de 500000 ae. Aquests utensilis semblen d'Homo erectus. Malauradament, les restes d'Homo antic són prou rares a Corea, gairebé inexistents. La presència d'Homo erectus sembla estar indicada per un fòssil descobert a Corea del Nord, situat al voltant de 300000 ae. Això pot semblar estrany per la proximitat de nombroses restes d'Homo erectus al lloc xinés de Zhoukoudian. Però a Ryonggok, a Corea del Nord, alguns cranis que es troben prou ben conservats semblen pertànyer a un Homo sapiens amb caràcters arcaics. S'ha proposat un altre escenari per a aquests cranis: serien una prova d'hibridació entre autòctons del tipus Homo de mitjan plistocé —o potser una
aparició tardana d'Homo erectus— i els nous migrants humans moderns a la regió.
També s'han trobat rastres dels primers Homo sapiens del Paleolític inferior en molts punts de Corea del Nord, en coves excavades de manera rigorosa.
Pel que fa a Corea del Sud, se'n va realitzar al 2011 un estudi sobre llocs del Paleolític inferior, i es van donar dates d'enterrament de diversos blocs de quars corresponents a aquest període: aproximadament entre 394000 ae (lloc de Wondang-Jangnamgyo) i 479000 ae (el lloc de Mansu-ri esmentat anteriorment). De fet, aquesta datació mínima és particularment delicada i els mètodes de datació urani-tori (O/Th) i per isòtops cosmogènics (Al/Be) n'han estat confrontats amb molts altres. A Corea del Sud no es poden atribuir restes humanes del Paleolític inferior, perquè són sobretot llocs a l'aire lliure els sòls àcids dels quals no permeten la preservació dels ossos. Sols les coves de pedra calcària en la part nord-central del país han donat fòssils que daten del Paleolític superior als temps moderns. Aquest estudi del 2011 sobre el Paleolític inferior presenta una aparent homogeneïtat i continuïtat del treball de pedra tallada (bifaços, còdols i políedres) i la relació que suposa aquesta producció amb l'economia d'aquestes poblacions (mitjans de subsistència, etc.). Els antics llocs del Paleolític es troben sovint prop de cursos d'aigua i, de vegades, prop de les costes del mar del Japó. Amb més freqüència a baixa altitud (≤ 100 m), fins i tot en el cas de refugis rocosos o coves, entre 135 m (cova Geum-Gul) i 430 m (cova Jeommal-Yonggul). Les restes de fauna conservades en quatre llocs de coves o refugis rocosos indiquen la presència dominant de cérvols (cérvols vermells en particular) i moschidae (cérvols mesquers).
Les eines —útils de tall, bifaços, pics, políedres fenedors, estelles retocades etc.— es van tallar sobre còdols, blocs i resquills, i produïren molts nuclis lítics abandonats. Els còdols tallats i les estelles són, sovint, peces grans. Els resquills retocats, abundants a Europa, són poc nombrosos a Corea; presenten una espècie de respatller a la part posterior sense tallar; a més, gairebé totes les eines tenen alguna part en estat brut original. Aquests suports depenien dels recursos disponibles a nivell local, però aquesta elecció variava, principalment, segons el projecte de l'autor i de la seva utilització.
La presència conjunta a Corea de políedres (en 33 llocs), esferoides (15 llocs) i boles (6 llocs), així com la mateixa escala de volums, entre 233 i 1.426 cm3 per a aquests tres tipus d'eines, i la presència, en els tres tipus de rugositats, semblen indicar que pertanyen a la mateixa família. Els esferoides apareixen com boles sense acabar. Els prehistoriadors suposen majoritàriament que s'utilitzaven com a armes de caça, tot i que encara és difícil de sostenir. Apareixen sobretot en llocs a l'aire lliure, i també en llocs d'ocupació de coves. La mateixa família d'objectes amb el mateix mètode de configuració i les mateixes morfologies, es troba a la Xina, al lloc de Dingcun.

### Paleolític mitjà (100000 ae-40000 ae)
Aquest període està poc considerat a Corea; l'antic paleolític s'estén fins a l'arribada d'Homo sapiens, ja en el Paleolític superior.
En el Paleolític mitjà encara hi havia grans carnívors, com l'os gegant de Corea —també present a la Xina—, el carnívor més gran de les coves, que va estar-hi present entre els anys 126000 i els 30000 ae. Altres carnívors van ocupar aquestes coves: el tigre asiàtic, el gos viverrí, amb el llop i la guineu. En aquest ambient temperat on la biodiversitat és important, l'os coreà viu envoltat de molts cérvols —incloent el cérvol vermell—, macacos, rinoceronts, caprins i búfals. Els grans carnívors van desaparèixer al final del Paleolític mitjà, fa uns 40.000 anys.
El treball en pedra realitzat en aquest període és més fi en eines de menor grandària. Els cèrvids del plistocé mitjà (paleolític primerenc) i del plistocè tardà (paleolític mitjà) també són, aproximadament, els que s'han trobat al lloc de Zhoukoudian, al nord de la Xina.

### Paleolític superior (40000 ae- 10000 ae)

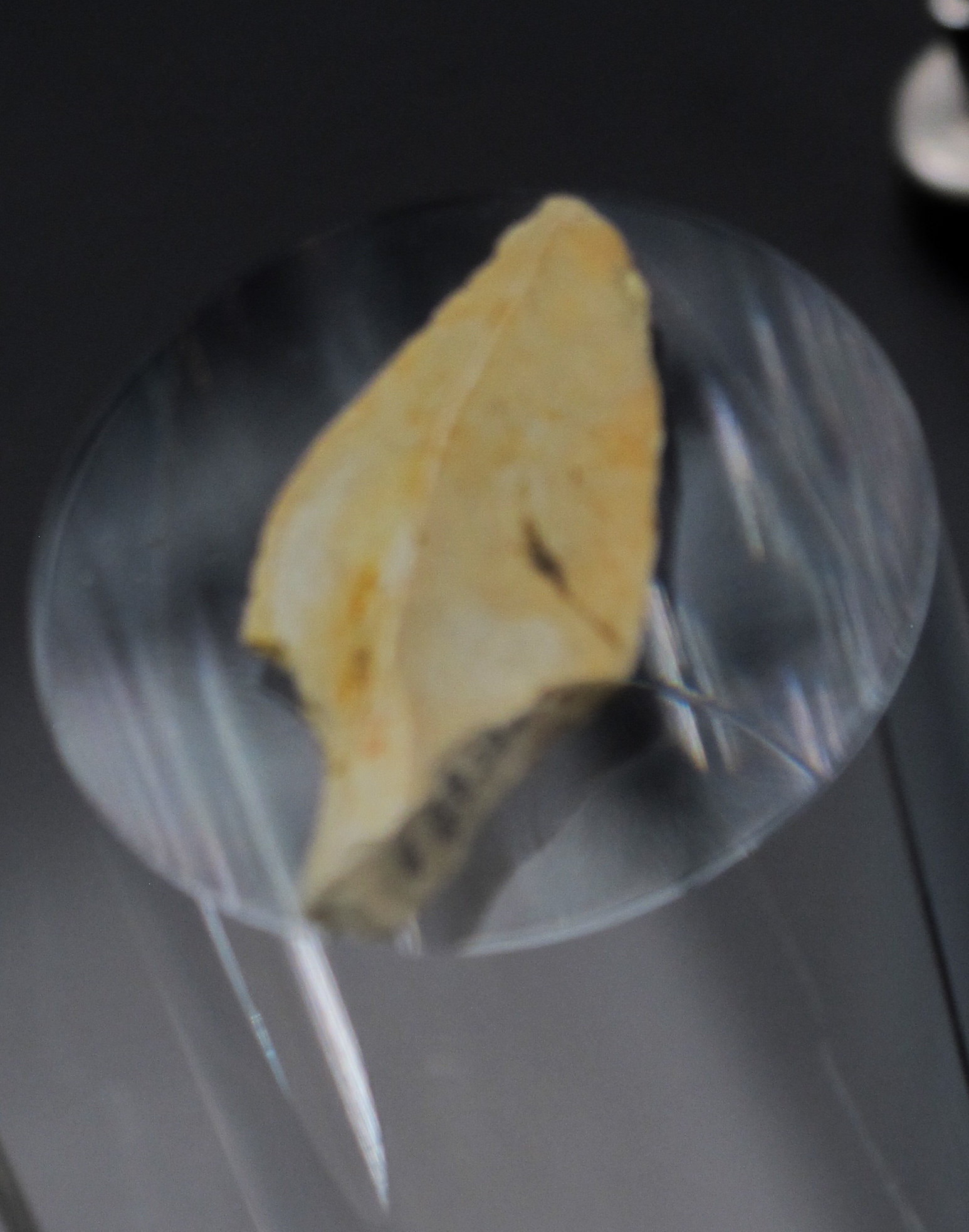
Punta pedunculada del lloc de Yongho-dong. Corea. Fos. Col·lecció del Museu de la Universitat Hananm
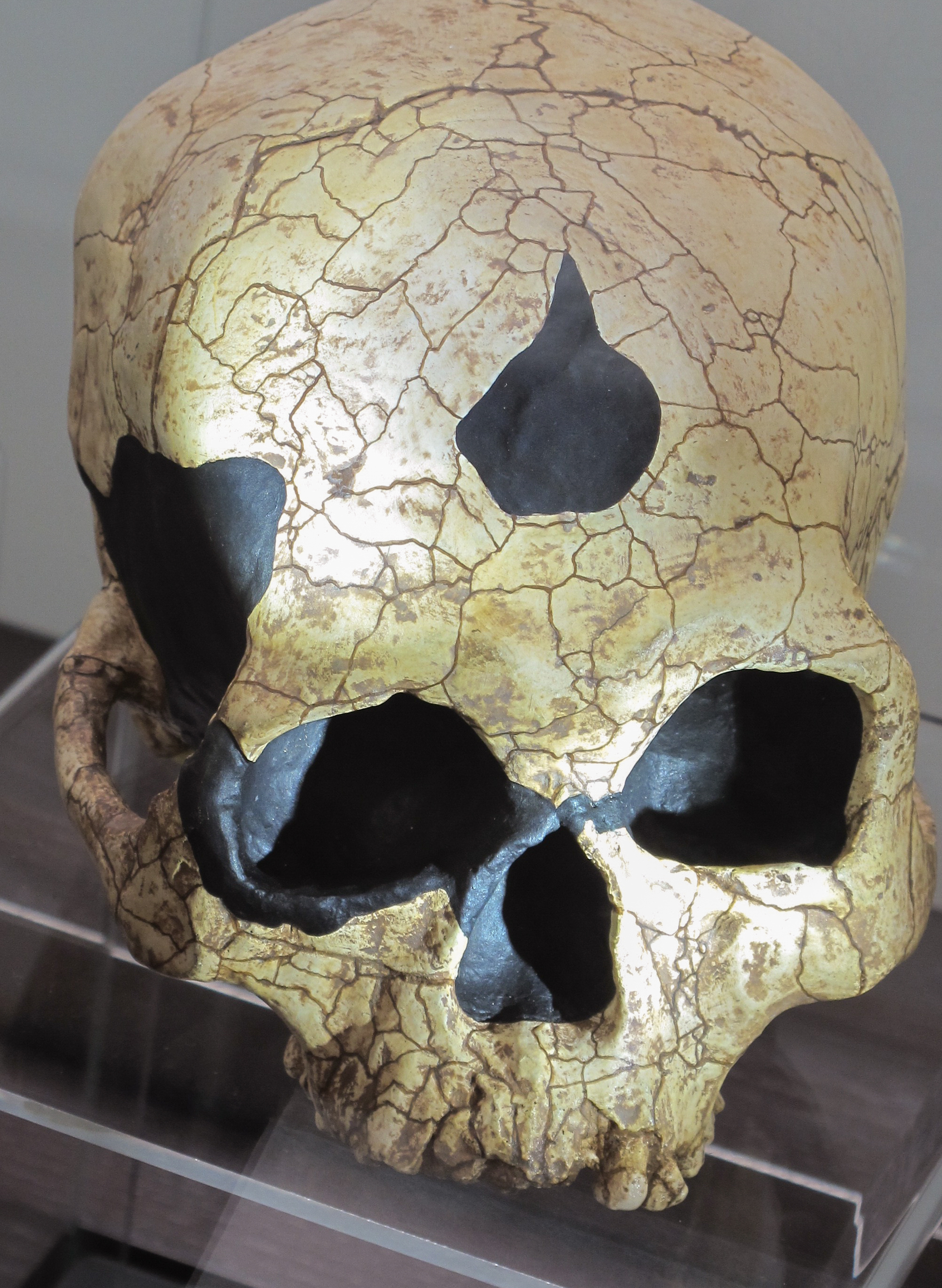
Crani d'un Homo sapiens. Cova de Ryonggok, 1, 34, Corea del Nord. Paleolític recent
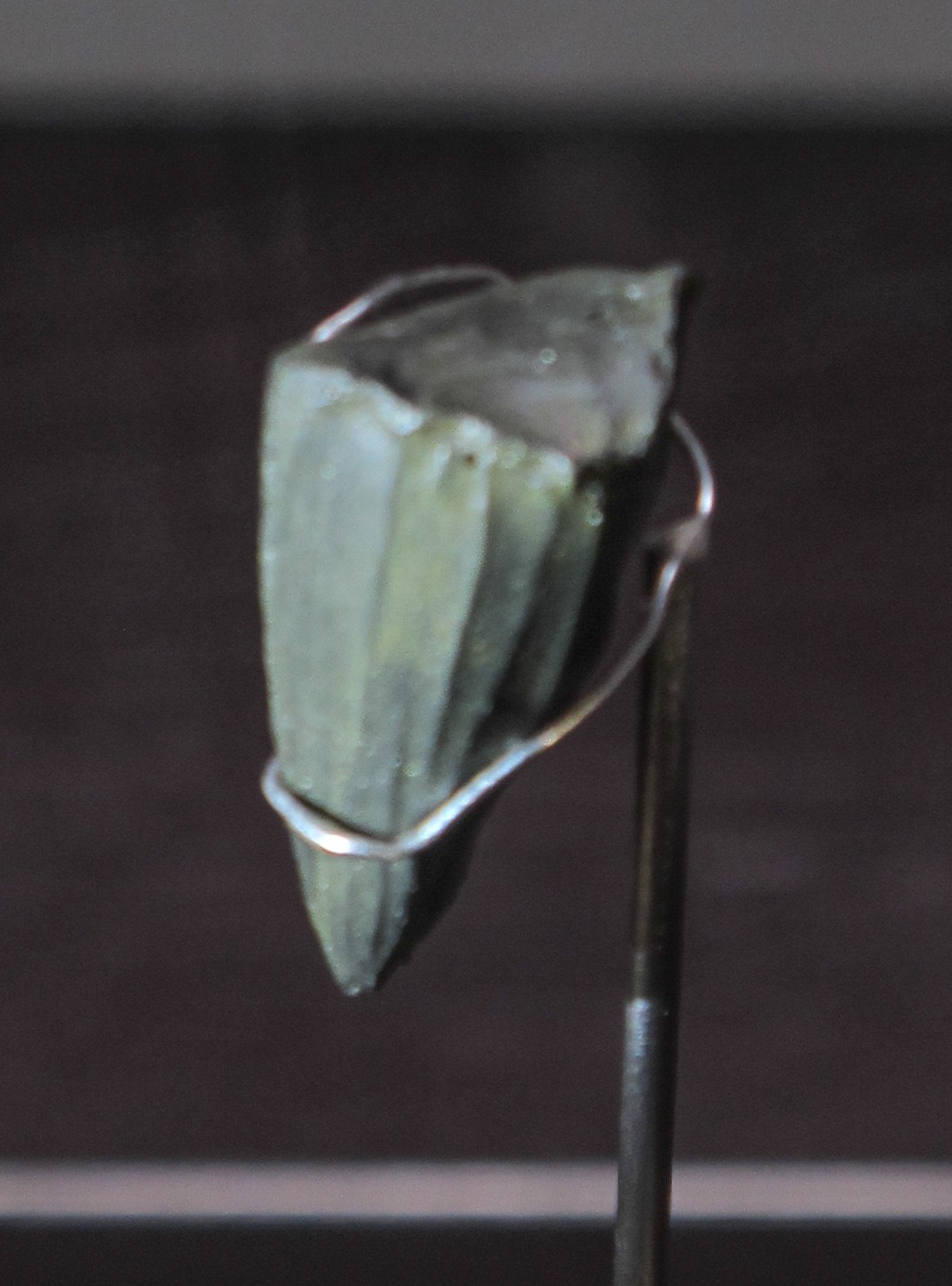
Paleolític recent. Nucli laminar, H. 32 mm. Lloc de Seokjangni, Corea del Sud

El professor Pokee Sohn va descobrir, el 1974, restes humanes del Paleolític superior a l'abric sota roca de Sangsi 1: s'ha datat en 37.000 anys per datació urani-tori O/Th.
Corea es distingeix per les seues tradicions adaptades al seu entorn. Les matèries primeres, mètodes i tècniques de deixalles i eines canvien molt lentament, mentre que es manté una base tècnica comuna durant la llarga durada del Paleolític. La distinció és evident entre el Paleolític antic i el recent: es veuen aparèixer les làmines de les peces pedunculades, de vegades, amb roques portades de molt lluny, com l'obsidiana. A més a més, els objectes d'art més antics descoberts —penjolls, representacions humanes o animals— es remunten al període paleolític recent: per exemple, una fusta amb una incisió bovina amb petites creus i un petit plat d'os polit de Corea del Nord, clivellat amb petits forats alineats que evoquen una cara.

## Mesolític i neolític (10000 ae- 1500 ae)
Aquest període cobreix la primera part de l'holocé (els últims 10000 anys, la segona etapa de l'era quaternària), al voltant de 10000 a 1500 ae.

### Mesolític

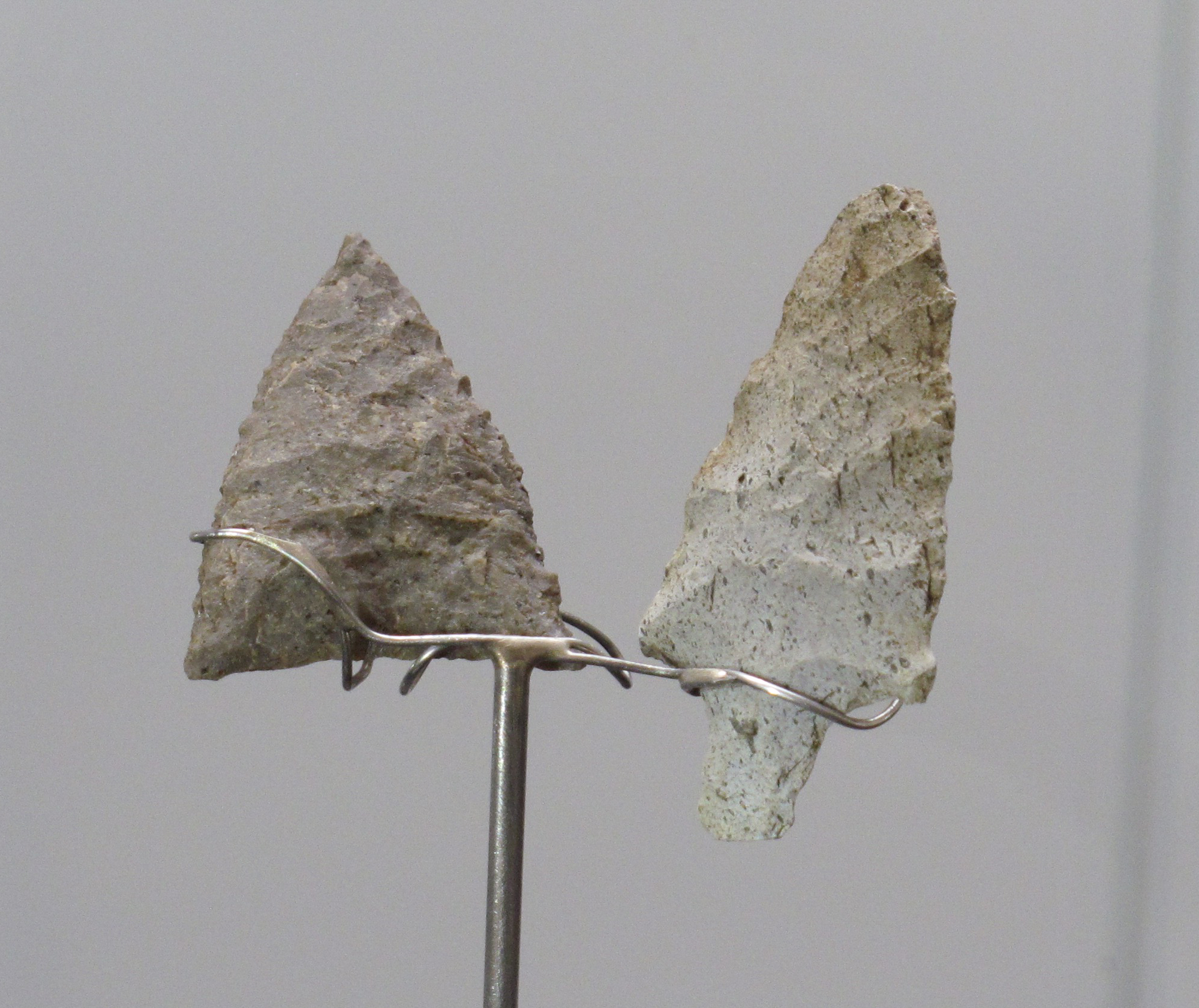
Puntes de fletxa. Lloc de Goson-ri, Corea. Mesolític. Col·lecció del Museu Nacional de Jeju

Durant molt de temps es va pensar que l'ocupació humana havia desaparegut durant el mesolític; els recents descobriments de micròlits, però, testifiquen l'existència d'un mesolític coreà. Els paleoasiàtics, prèviament dispersos per Sibèria, comencen a emigrar a Corea al voltant de l'any 10000 ae i n'assimilen els pobles indígenes. Amb l'escalfament progressiu —fi de la glaciació—, la població humana va augmentar i va avançar més a dins de la península. Les llegendes parlen de l'arribada de l'Han-gook al voltant del 7200 ae des del llac Baikal a Sibèria.

#### Les primeres ceràmiques
Les ceràmiques més antigues de la península de Corea van ser descobertes el 1994 a les costes est i sud, i daten si fa no fa del 10000 ae: el lloc de Mosan-ni, a l'illa més meridional de la península, l'illa de Jeju. Els punts de similitud acosten aquest tipus de ceràmica als elements oposats de la conca neolítica del riu Amur, que data del Neolític a Rússia, i als conjunts que daten de caçadors-recol·lectors que practicaven la ceràmica del primer Jōmon, al Japó. Aquest tipus Mosan-ni és fet de terracota a baixa temperatura, amb elements orgànics i vegetals. S'anomena també «ceràmica primitiva sense decoració». El context arqueològic indica l'ús de micròlits de caçadors-recol·lectors. En aquesta illa, el lloc de Kimnyong-ni també va produir aquest tipus de ceràmica, que encara es troba, entre d'altres, al lloc d'Ojin-in, districte de Cheongdo-gun, província de Gyeongsang del Nord.

### Mesolític-Neolític (8000- 1500 ae)

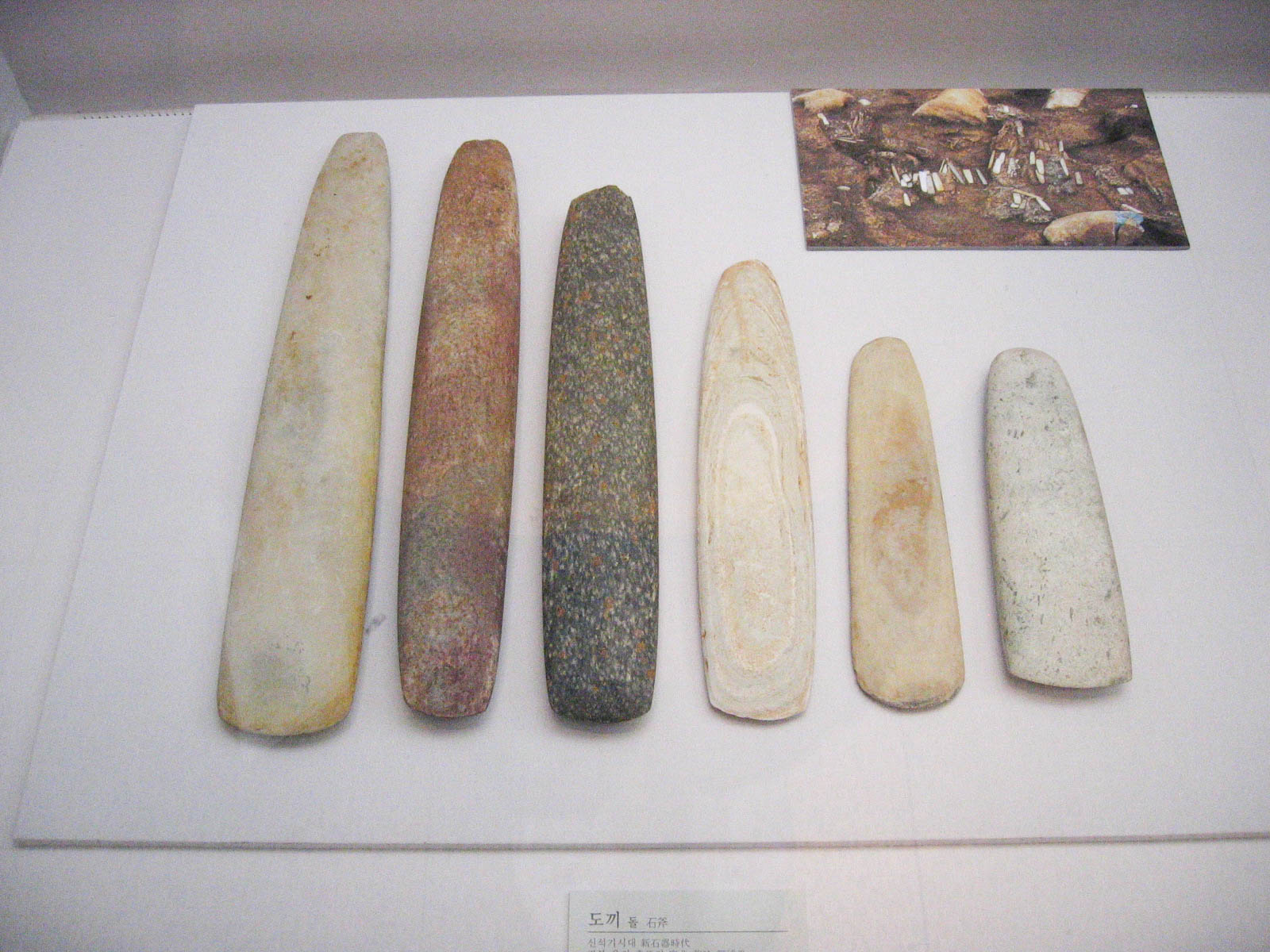
Destrals polides neolítiques. Museu Nacional de Corea, Seül

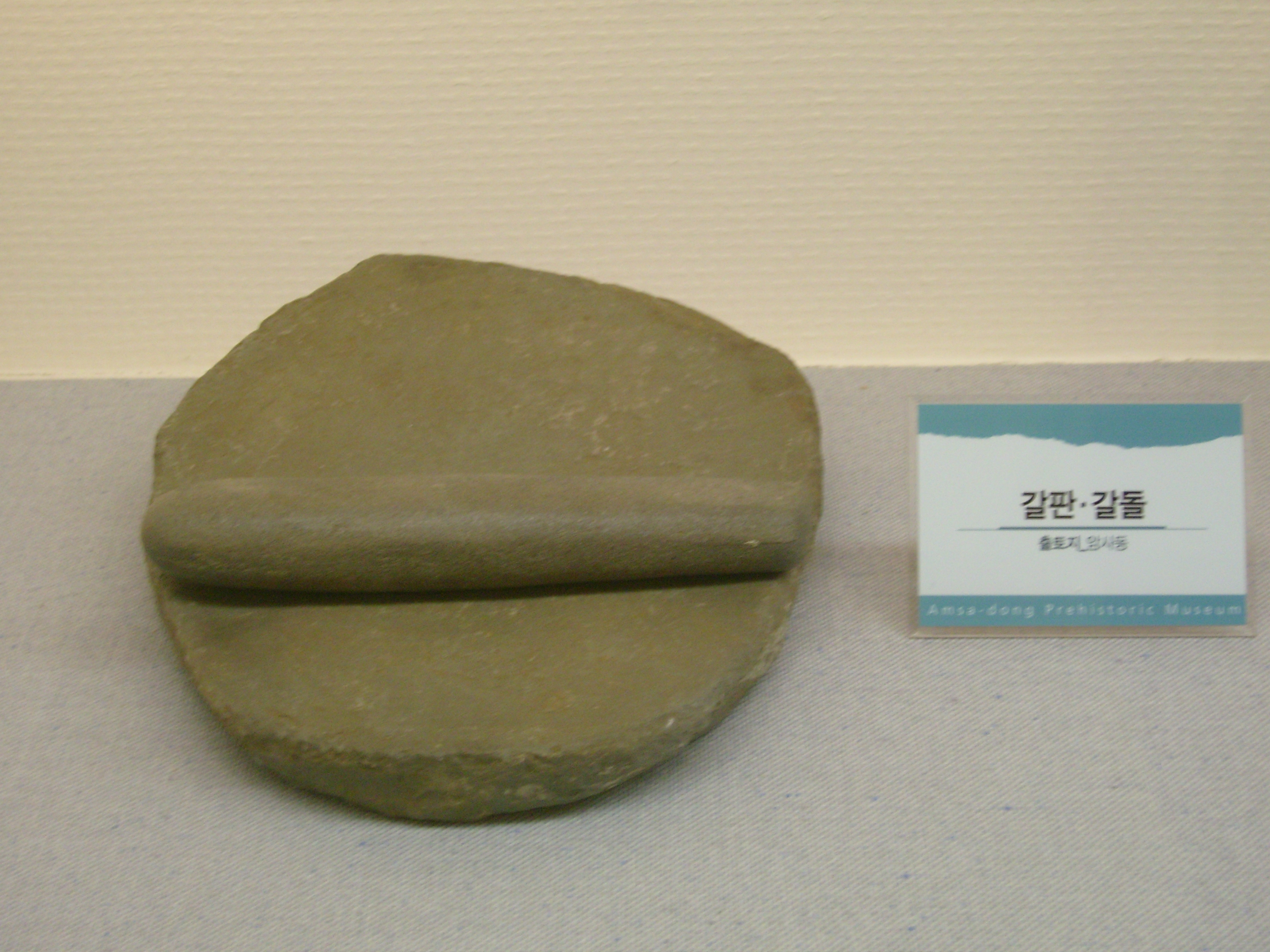
Roda de pedra i la seua esmoladora. Lloc d'Amsa-dong, període de la ceràmica Chulmun, c. 4000 ae. Museu Prehistòric d'Amsa, Seül

Els humans del període de la ceràmica Chulmun (8000 ae-1500 ae) foren sedentaris. Es van establir prop de cursos d'aigua o a la costa i vivien principalment de la pesca i la recol·lecció, i guardaven les seues provisions. La caça va ser-hi secundària, igual que l'agricultura, que apareix al final d'aquest període. La seua cultura, en ceràmica, pertany més al mesolític que al Neolític, perquè l'agricultura i la cria d'animals hi eren molt marginals. Les fosses cavades per a la preservació de les collites són si fa no fa del 5100 ae-4600 ae, i contenen rastres de glans, mill, soia i mongeta azuki. Al llarg del temps, a Chulmun, el conreu de mill va continuar jugant un paper menor, com la cria de porcs. Els «pobles» tenien molt poques cases: aquests habitatges neolítics estan, en general, semienterrats: aquests mitjans de vida van persistir durant mil·lennis mentre l'hàbitat va ser dispers, aparentment com una forma de resistència al sorgiment de qualsevol poder.
Els gravats en roca més antics rupestres semblen evocar la vida d'aquests pescadors, que practicaven la caça de balenes amb vaixell. El conegut lloc dels petròglifs de Bangudae representa una varietat d'escenes de caça i pesca amb diferents tipus d'animals, en un conjunt monumental de gravats prop d'un riu i no gaire lluny del mar del Japó, a Corea del Sud

#### Gravats rupestres

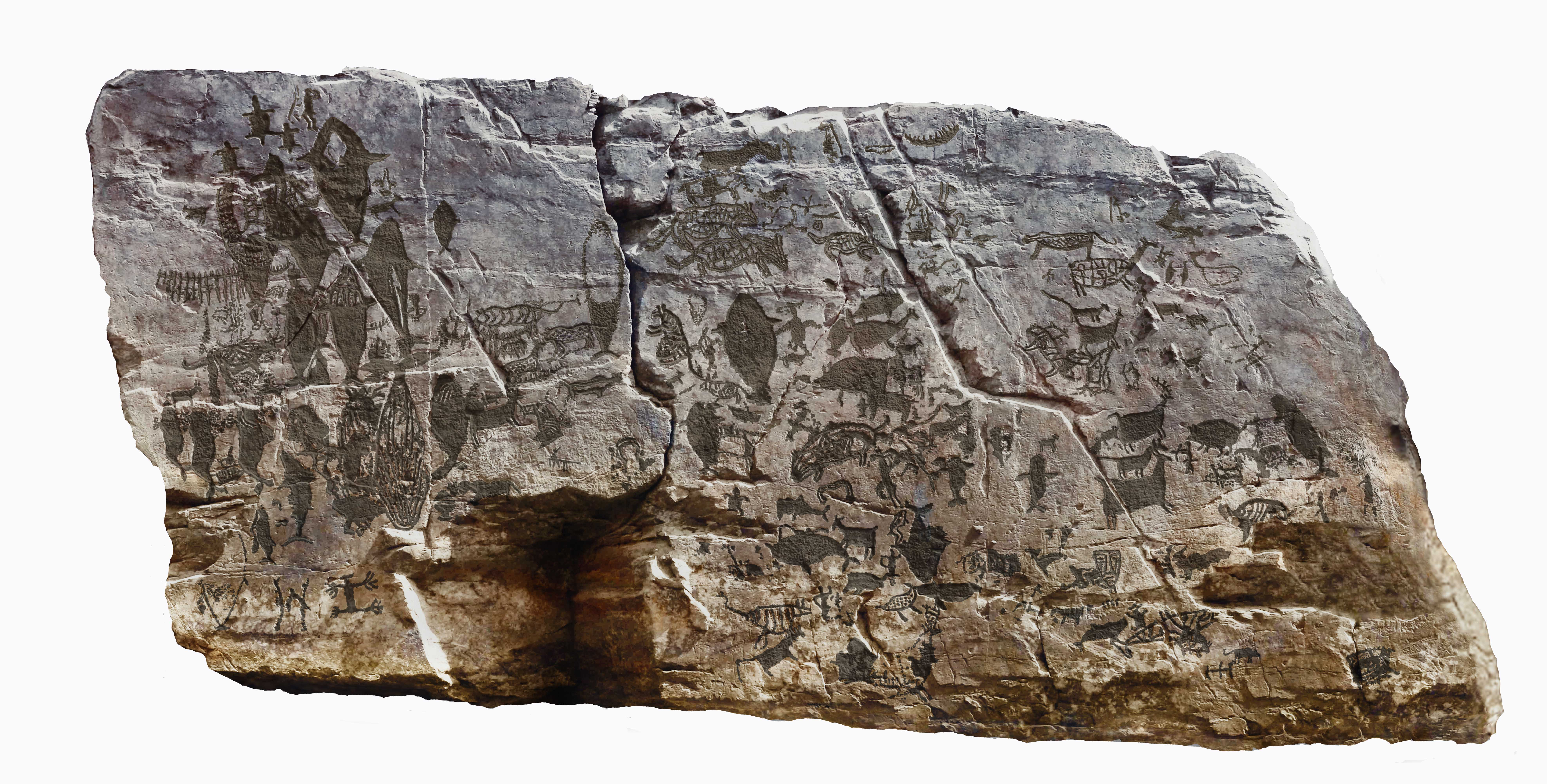
Els petròglifs de Bangudae, a Ulsan (entre 7000 i 3500 ae,): 5 m x 8 m, Museu d'Ulsan

Els petròglifs de Bangudae semblen correspondre a una forma de vida preagrícola. Com a mostra l'estat de la recerca del Neolític de Corea, l'agricultura va exercir un paper molt secundari fins al final del període de ceràmica de Chulmun. Aquest conjunt monumental de gravats rupestres va ser declarat Tresor Nacional el 1995, i des de 2010 forma part de la Llista del Patrimoni Mundial de la UNESCO.
Els gravats, al voltant de tres-cents, presenten, entre d'altres, escenes excepcionals de caça de cetacis amb vaixells. La majoria dels tres-cents gravats, obtinguts en estacar o gratar en la cara plana de la lutita, són sobre animals. Les diferents varietats, uns vint tipus, representen animals marins i terrestres. Els marins inclouen cetacis, amb balenes del Pacífic Nord, balenes geperudes, balenes grises, catxalots, tortugues marines, pinnípeds i peixos com el salmó. També representen aus marines i animals terrestres com cérvols, tigres, lleopards, llops, guineus i senglars. Aquesta associació d'animals terrestres i marins en una sola paret vertical que fa 5 m d'alt i 8 m de llarg dona testimoniatge del valor únic d'aquest lloc.
Els gravats rupestres de Corea es poden classificar en tres conjunts segons la seua situació. El lloc de Bangudae pertany a un grup de petròglifs que es troben a la vora de rierols i no lluny del mar de l'Est (o mar del Japó). Els llocs de muntanya, oberts en un vast paisatge, representen el segon grup. Finalment, les estructures megalítiques de vegades inclouen gravats. No obstant això, hi són molt rares les pistes que n'aclaririen el context cultural i la data. Els petròglifs de Bangudae van ser descoberts l'any 1971 per un equip de la Universitat Dongguk.

#### Període de la ceràmica Chulmun

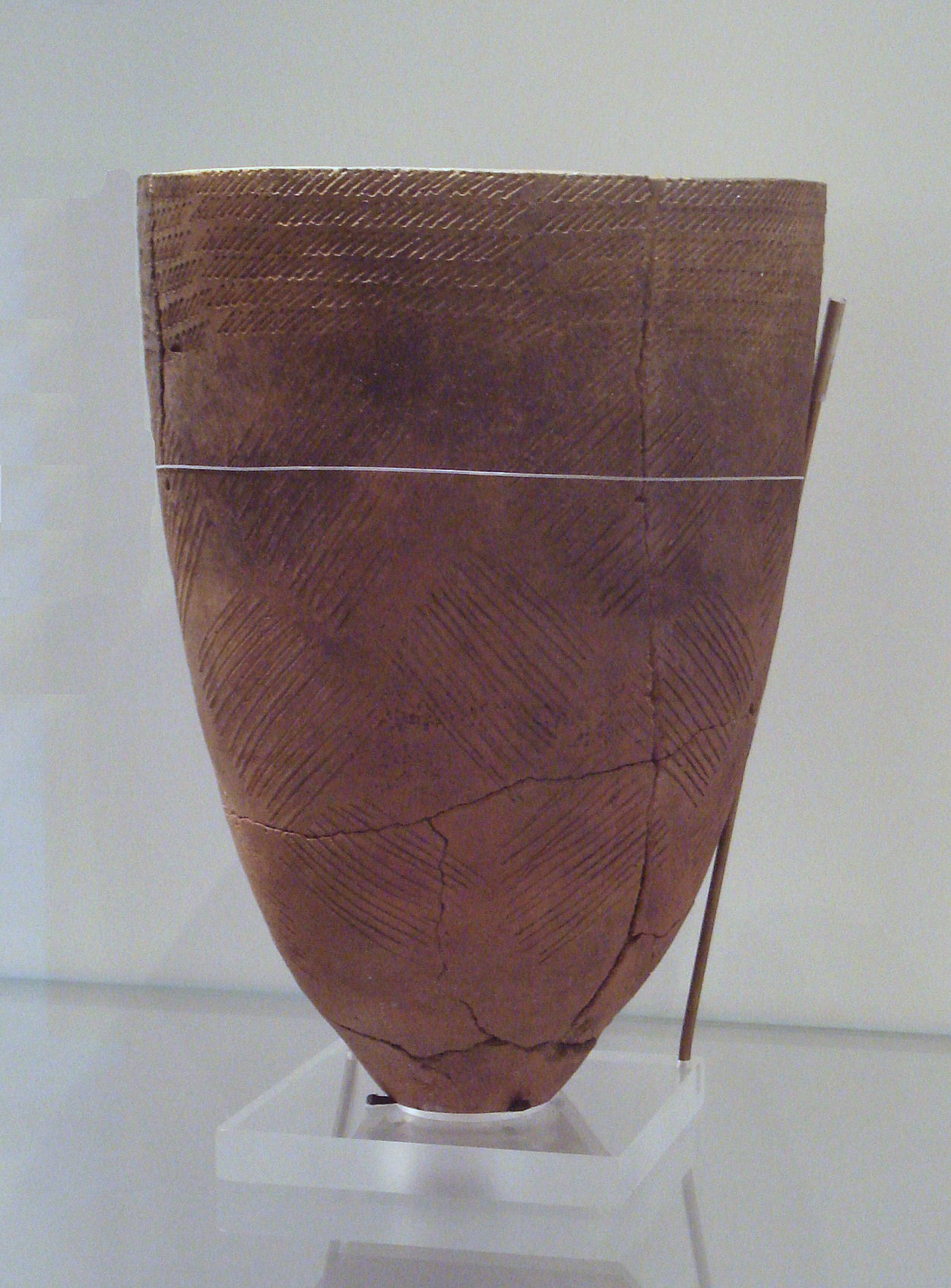
Atuell de fang coreà en l'estil clàssic de «pinta» en tots els recipients del període Chulmun, prop del 4000 aC, Amsa-dong, Museu Britànic

La ceràmica coreana més antiga que es coneix data de prop del 8000 ae o abans. Aquesta ceràmica és coneguda com a ceràmica de Yunggimun (ko: 융기 문 토기) i es troba en gran part de la península.
La ceràmica Chulmun (즐문 토기) apareix després del 7000 ae, en models de decoració amb «pinta» en tota la superfície del recipient; es troba prou concentrada al centreoest de Corea entre els anys 3500-2000 ae, una època en què Amsa-dong i Chitam-ni van existir. La ceràmica de Chulmun té un disseny bàsic i semblances amb la de la província marítima russa, Mongòlia, amb la de les conques dels rius Amur, Sungari de Manxúria, el Baiyue del sud-est de la Xina i amb la cultura Jōmon al Japó.

#### Període de ceràmica de Mumun
Les societats agrícoles i les primeres formes de complexitat sociopolítica van sorgir en el període de la ceràmica de Mumun (entre els 1500-300 ae). La gent de la península de Corea, com en l'arxipèlag japonès, va adoptar l'agricultura intensiva de camp sec i arrossar amb multitud de cultius, en el període primerenc de Mumun (1500-850 ae).

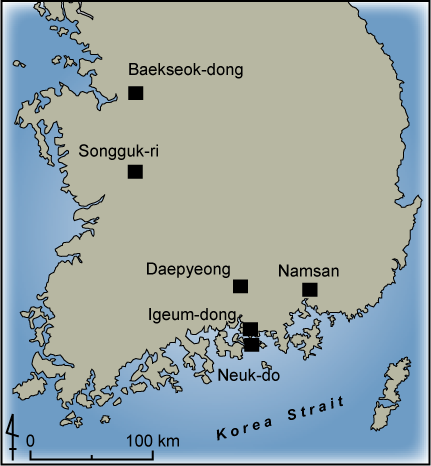
Llocs d'assentament en el període Mumun

Les primeres societats dirigides per líders van sorgir en el Mumun mitjà (850-550 ae), i els primers enterraments d'elit ostentosos es remunten a l'últim Mumun (c. 550-300 ae). La producció de bronze va començar en el Mumun mitjà i va ser cada vegada més important en la societat política i cerimonial de Mumun des del 700 ae. Durant el període Mumun per primera vegada els pobles van créixer, es van fer grans i després van caure: alguns exemples importants n'inclouen els jaciments arqueològics de Songgung-ni, Daepyeong i Igeum-dong. El creixent intercanvi a llarga distància, l'augment dels conflictes locals i la introducció de la metal·lúrgia del bronze i el ferro són tendències que indiquen el final del Mumun al voltant del 300 ae. Alguns enterraments en l'última part del Mumun mitjà són especialment grans i requereixen una quantitat significativa de mà d'obra per a construir-se. Un petit nombre d'enterraments durant el Mumun mitjà conté artefactes cerimonials de prestigi com el bronze, pedra verda, dagues polides i recipients brunyits de color roig.

## Edat del bronze (1500-300 ae)

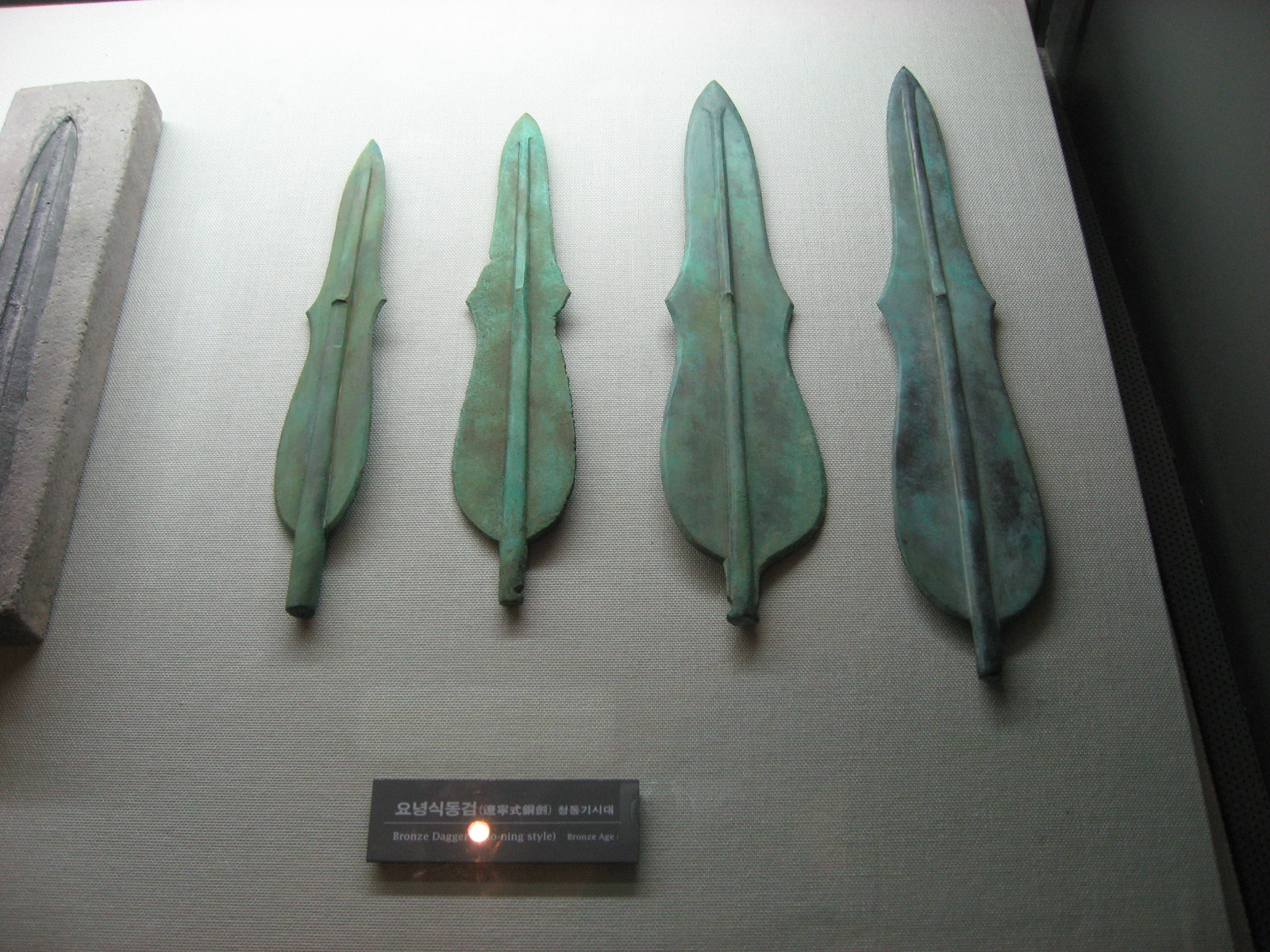
Espases i punyals de bronze de «mida de vespa», estil Liaoning. Edat de bronze, Memorial de Guerra de Corea, Seül
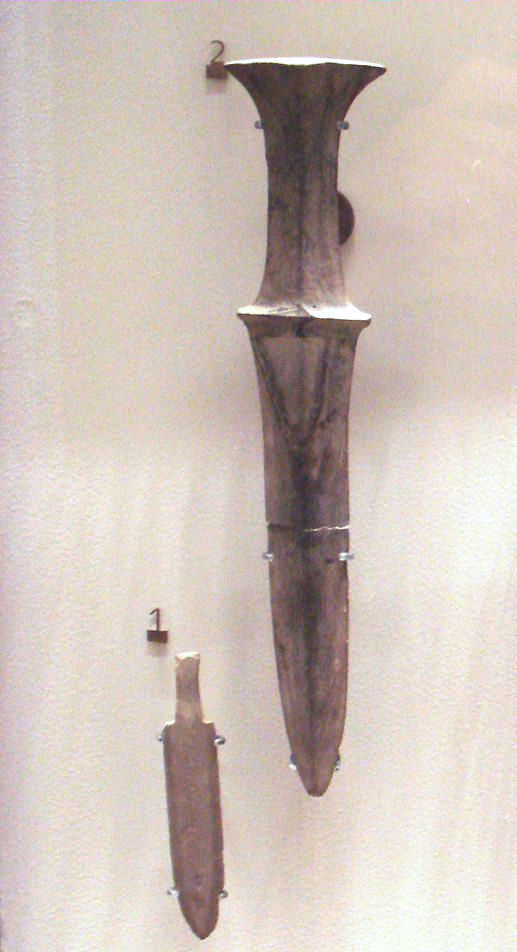
Espases (alçada de 28 cm) i puntes de fletxa de pedra, segle iv aC, Museu Guimet
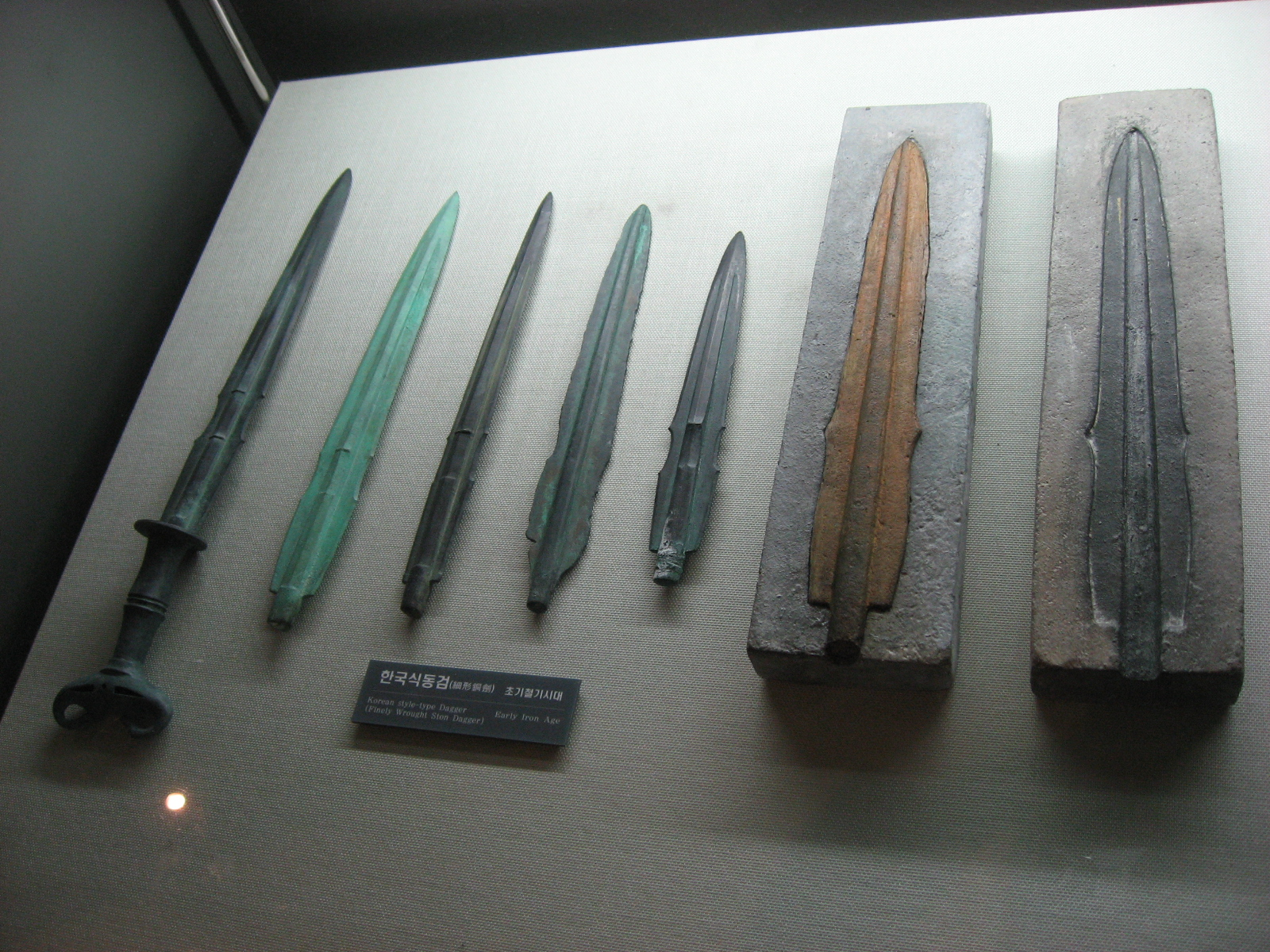
Espases i dagues de bronze de perfil fi, a la primeria de l'edat del ferro. Memorial de Guerra de Corea, Seül

Segons la datació per carboni 14, l'edat de bronze a Corea degué aparéixer entre el 1500 i 1300 ae. Es caracteritza per la ceràmica de Mumun, l'ús de pedres polides, la generalització de l'agricultura i les societats jeràrquiques. El bronze n'és d'ús comú cap al final del període. L'aparició del bronze va ser datada del segle VII ae, a causa que els primers bronzes es trobaven a la regió de l'altiplà d'Ordos en aquesta època. El 2014, l'arribada del bronze de l'Orient Llunyà sembla que data de l'època de la cultura Qijia, al voltant del 2000 ae. La similitud que anteriorment es reportava amb les ceràmiques produïdes a Liaodong ara es veu sols com una suposada «influència». De fet, la ceràmica de Mumun és el resultat d'una evolució interna a Corea, de les ceràmiques Chulmun.
Els jaciments arqueològics estan situats generalment en pujols. Els habitatges encara estan semicolgats, però menys profundament que abans i són més aviat rectangulars, com ocorria anteriorment.
S'hi donà el desenvolupament del cultiu d'arròs, que fou intensiu des del segle X ae. Van aparèixer-hi eines de bronze com ganivets, però el seu impacte real en la societat fou mínim. Espases, miralls i campanes es troben en algunes tombes, de vegades realitzats d'esquist i ferro, i es van utilitzar en els nous treballs agrícoles. Una espasa de «grandària de vespa» caracteritza la producció d'armes típiques coreanes; sembla relacionada amb la cultura de la daga de bronze xinesa de Liaoning. Era, al principi, obtinguda per motlle i, al final de l'edat del bronze, directament per fosa. D'aquesta manera és com es va convertir en un objecte ritual: amb una decoració d'animal, en què dominava el cigne i el cavall. És probable que la tecnologia de bronze arribés a Corea des del nord-est de la Xina, on s'havia utilitzat durant molt de temps (al voltant del 2000 ae). Però Corea va fer-ne un ús propi que no s'ha associat amb cap altra part del món.

### Els dòlmens

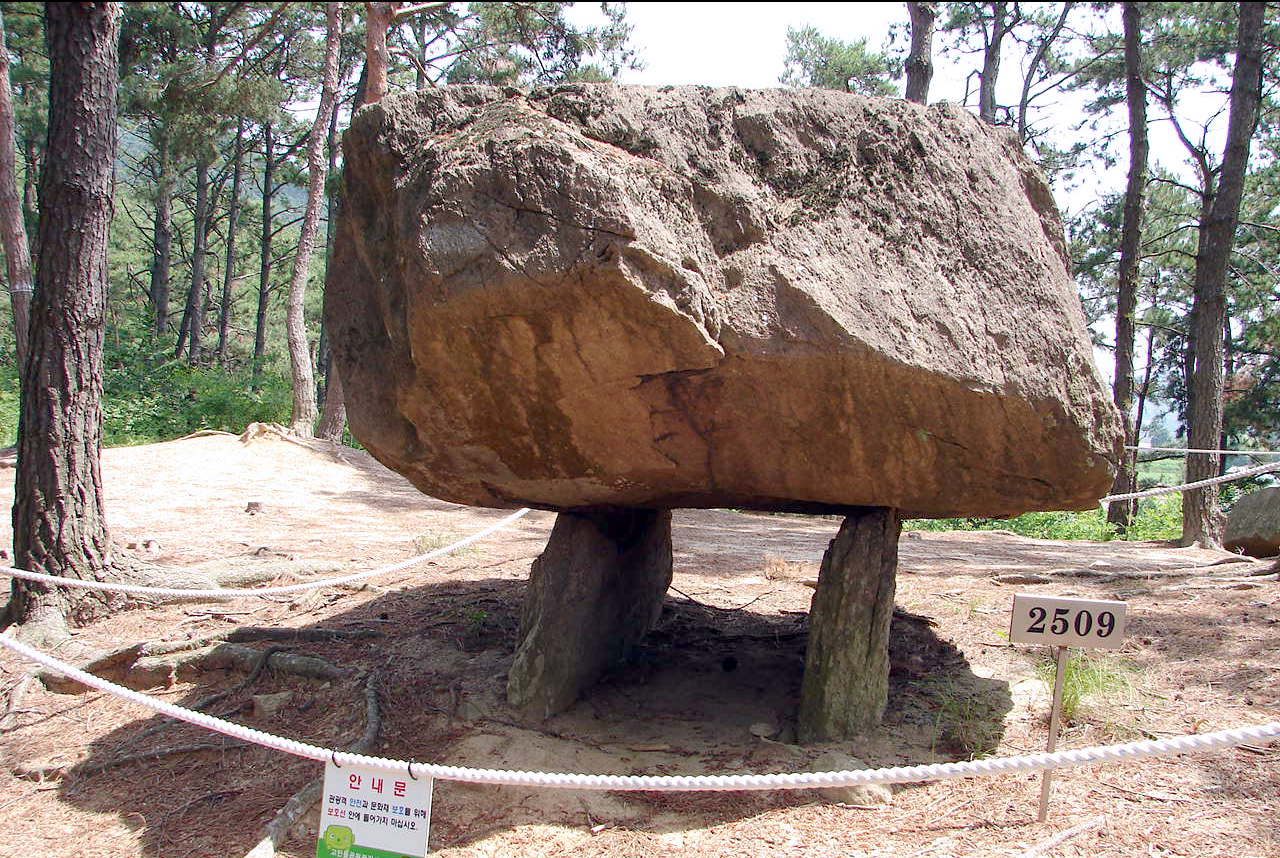
Un dels dòlmens més grans del lloc de Jungnim-ri, a la província de Jeolla del Nord

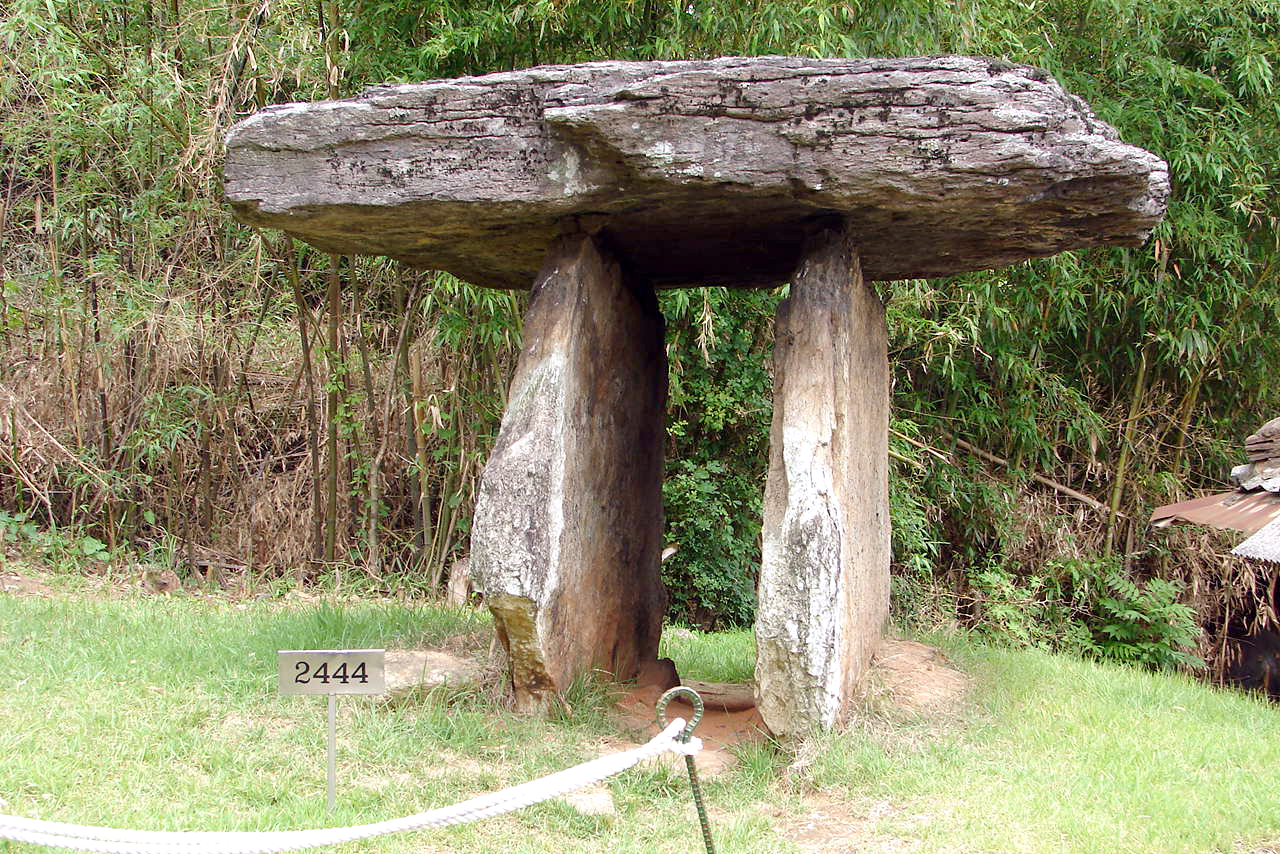
Vista d'un altre gran dolmen del mateix jaciment arqueològic de Corea que l'anterior

L'edat de bronze dona els 30.000 dòlmens del país, i el 40% dels dòlmens de tot el món. "«Els llocs de dòlmens de Koch'ang, Hwasun i Kanghwa tenen la major densitat i varietat de dòlmens de Corea i, també, del planeta»" (UNESCO).
Els dòlmens coreans són de tres tipus:
- el primer és, com els dòlmens neolítics europeus, format per dues o tres pedres verticals, sobre les quals es col·locava una gran llosa; segle v aC,
- el segon té el mateix aspecte, però les pedres de suport no s'hi han erigit, sinó que han descendit a una cavitat buida; segle VI ae,
- el tercer tipus no és pròpiament un dolmen, ja que no n'hi ha muntants verticals.

A diferència dels dòlmens d'Europa, els coreans no eren tombes de líders ni personatges excepcionals. Són massa nombrosos per a això. La major concentració de dòlmens a Corea es troba a Jeolla (전라도), però es troben a tot arreu en la península. A l'illa Ganghwa hi ha 120 dòlmens, disposats en cercle. La llosa de pedra més gran de Corea del Sud és a Ganghwa i fa 2,6 × 7,1 × 5,5 metres.

## Edat de ferro

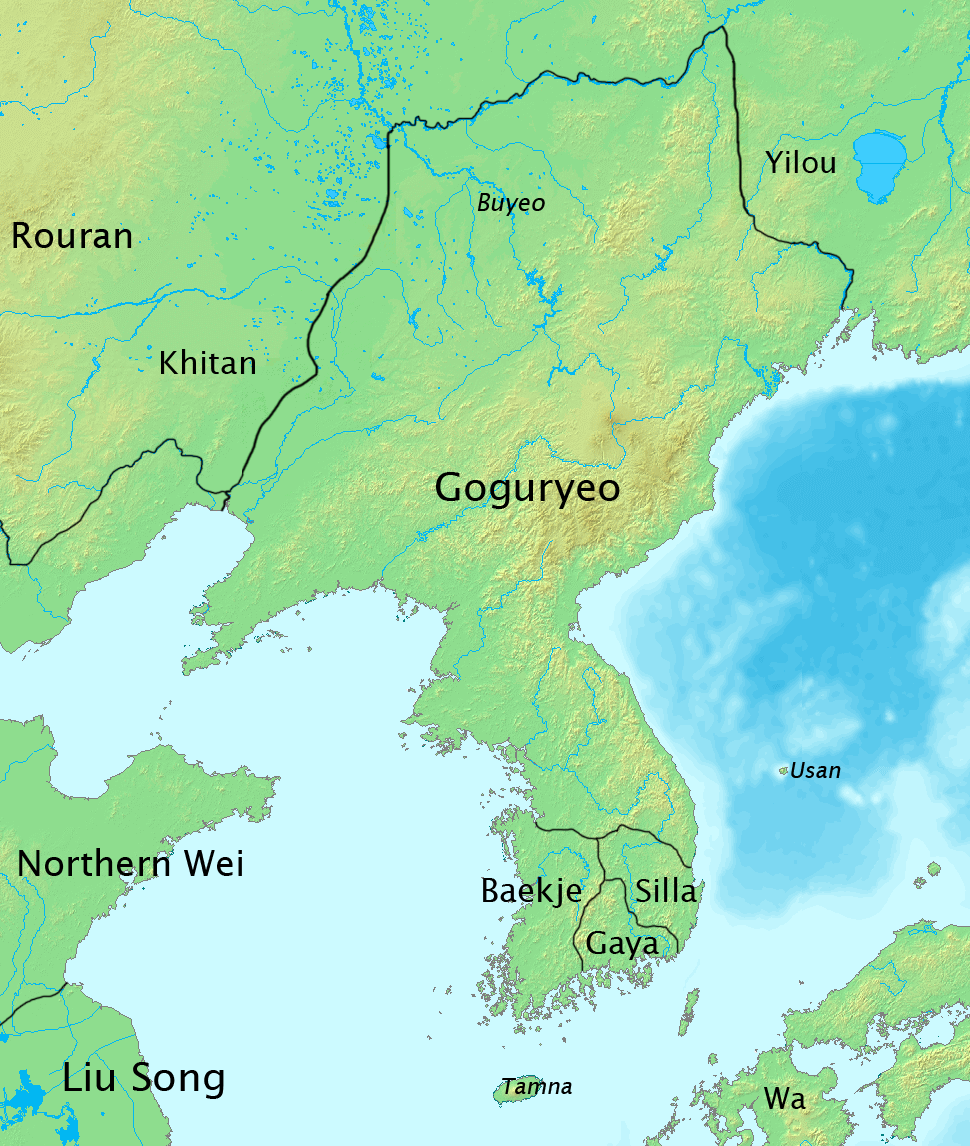
El mapa de la història de Corea en l'any 476, el moment de major expansió territorial de Goguryeo

La transició del bronze tardà a l'edat de ferro a Corea va començar al segle iv aC: correspon a l'etapa posterior de Gojoseon, al període de l'estat Jin al sud i al període dels Proto-Tres Regnes dels segles I al IV ae.
El període que comença després del 300 ae pot descriure's com a «protohistòric», un moment en què algunes fonts documentals semblen descriure les societats de la península de Corea. Un exemple de les polítiques històriques descrites en textos antics com Samguk Sagi i Samguk Yusa es va realitzar en xinès clàssic.
A Corea el període històric comença entre finals del segle iv aC i mitjans del V ae, quan, com a resultat de la transmissió del budisme, els tres regnes coreans —Baekje (백제), Silla (신라) i Goguryeo (고구려)— van adoptar l'escriptura xinesa per produir els primers registres del vell coreà. Es creu que les seues religions originals van ser de tipus xamanista, però van anar incorporant gradualment influències xineses, en particular del confucianisme i del taoisme; al segle iv, el budisme va ser introduït a la península i es va expandir amb rapidesa; esdevingué la religió oficial dels tres regnes en un temps relativament curt.

## Prehistòria mitològica
Textos antics com el Samguk Sagi, SamguK Yusa, Llibre dels últims Han i d'altres s'han utilitzat de vegades per a interpretar segments de la prehistòria coreana. La versió més coneguda de la llegenda fundadora que relata els orígens de l'ètnia coreana explica que un mític «primer emperador», Dangun, va nàixer d'una deïtat creadora i la seva unió amb una dona va formar un os. Dangun va construir la primera ciutat. [9] Una quantitat significativa de recerca històrica al segle XX es va dedicar a la interpretació dels relats dels regnes Gojoseon (2333-108 ae), Gija Joseon (1122-194 ae), Wiman Joseon (194-108 ae), i d'altres esmentats en textos històrics, com en Memòries històriques (109 ae-91 ae).

## Recerca posterior
L'arqueologia coreana va ser fundada i desenvolupada al segle xx, malgrat l'ocupació japonesa de 1910 a 1945. Després, la Guerra de Corea i la partició del país van retardar-ne les recerques. Els primers descobriments significatius del Paleolític daten de 1964 al lloc de Sookjang, on el professor Pokee Sohn (1922-2010), pioner en la recerca del Paleolític de Corea, va fer els principals descobriments que fundaren la prehistòria del país: els primers bifaços al lloc de Seokjangni, així com les coves de Jeommal i Geum-gul, que testifiquen, per les seues restes de fauna, presència humana del voltant del 700000 ae. També va descobrir els refugis rocosos de Sangsi ocupats per l'Homo sapiens en el Paleolític superior. Convidat a França pel professor Henri de Lumley al 1976, van organitzar una col·laboració científica que continua sent molt activa en l'actualitat.
Al segle xxi, l'arqueologia coreana s'ocupa de la informatització de dades; és més científica, duu a terme una arqueologia que té en compte les dues Corees i les qüestions ambientals; la informació es torna global.